# Distrito de Rampur
Rampur (en hindi; रामपुर ज़िला, urdu; رام پور ضلع) es un distrito de India en el estado de Uttar Pradesh. Código ISO: IN.UP.RA.
Comprende una superficie de 2 367 km².
El centro administrativo es la ciudad de Rampur.

## Demografía
Según censo 2011 contaba con una población total de 2 335 398 habitantes.